# Sulzbach (Saar)
Der Sulzbach (regional: die Sulzbach) ist ein rechtsseitiger Zufluss der Saar. Der Sulzbach durchfließt Altenwald, Sulzbach, Dudweiler und Jägersfreude, bevor er in Saarbrücken in die Saar mündet.

## Geographie

### Verlauf
Der Sulzbach entsteht aus dem Zusammenfluss von Ruhbach  von links und Moorbach  von rechts im Sulzbacher Stadtteil Altenwald. Er entwässert den Saarkohlenwald und folgt ab Sulzbach einem teilweise unterirdischen, verrohrten Verlauf. Er mündet schließlich auf einer Höhe von etwa 194 m von rechts in die Saar.

### Zuflüsse
Zuflüsse und Abzweigungen von der Quelle zur Mündung mit Längenangaben in km und Einzugsgebietsgröße in km²
- Ruhbach[4] (linker Quellbach), 3,9 km, 5,05 km²
- Moorbach[5]  (rechter Quellbach), 1,0 km
- Schnappbach (links), 1,1 km
- Sulzbacher Lochwiesenbach (rechts), 0,5 km
- Bläubach (links), 1,6 km
- Sulzbacher Hirschbach (rechts), 1,3 km
- Rehbach (rechts), 0,2 km
- Tierbach (rechts), 1,8 km
- Dudweiler Winterbach (links), 2,6 km, 2,51 km²
- Römerfloß (rechts), 0,6 km
- Malditzer Bach (links), 0,5 km
- (Bach vom Schiedeborn) (links), 0,7 km
- (Bach vom Krämersweiher) (links), 0,5 km
- Meerbach (links), 2,6 km, 3,57 km²

## Renaturierung
Im Zuge der Urbanisierung in Dudweiler und dem damit verbundenen Bau der Sulzbachtalstraße wurden große Abschnitte des Sulzbachs teilweise unterirdisch, teilweise offen kanalisiert und begradigt. Alte Katasterpläne zeigen den früheren, teilweise mäandrierenden Verlauf des Baches. Durch die Kanalisierung in Betonschalen wurde dem Wasser der Bezug zur Natur genommen, wodurch der Bach keine natürliche Reinigung erfahren konnte und häufig unangenehme Düfte mit sich führte. Bei Starkregen bestand keine Ausweichmöglichkeit für die Wassermassen, wodurch der Bach schnell anstieg.
Der Sulzbach wurde in mehreren Etappen renaturiert. In Dudweiler wurden dazu im Jahr 2008 Maßnahmen getroffen. In der Gemeinde Sulzbach wurde der Startschuss dazu im Juli 2014 durch einen Zuwendungsbescheid des Umweltministers Reinhold Jost gegeben. Ausgeführt wurden die Maßnahmen durch die RAG Montan Immobilien GmbH.
Im Laufe des Jahres 2017 wurde der Sulzbach im Bereich des Salinenparks (Stadtpark in Sulzbach) auf einer Länge von ca. 1,2 km renaturiert und in den Fokus des Parks gerückt. Dies dient als ökologische Ersatzmaßnahme für die geplante Sanierung der nahegelegenen Bergehalde Maybach. Auch sollen hierbei Retentionsräume zum Hochwasserschutz geschaffen werden.
Bei dem ersten Teilabschnitt dieser Renaturierung, welche am 20. September 2017 abgeschlossen wurde, wurden unter anderem Betonschalen und 5000 Kubikmeter Erdmassen entfernt.